# オオカミ狩り

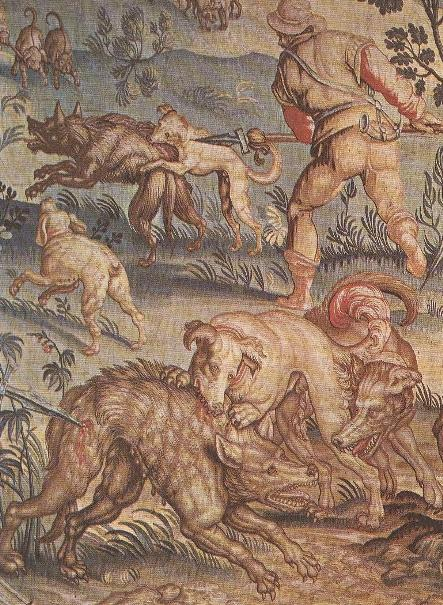
オオカミ狩りを描いた14世紀の絵画。作者不詳。ウフィツィ美術館所蔵品

オオカミ狩り（オオカミがり）とは、ハイイロオオカミなどのオオカミを狩って殺すブラッド・スポーツで主に人間、家畜を保護するためや毛皮として狩られた。

## 歴史
新石器時代（約1万2000年～3000年前)から人間社会、人間社会に不可欠な家畜への脅威として狩られたのが始まりであった。

### アジア
1876年に、英領インドのビハール州で、2825頭の狼が殺され、721人が狼の攻撃によって負傷した。2年後の1878年には2000頭のもオオカミが殺された。

### 北アメリカ
先住民の儀式用の衣服として殺された。食品貯蔵庫を襲うのを阻止するためにも殺された。

## 今日におけるオオカミ狩り

### ヨーロッパとロシア
2001年ノルウェーでは、オオカミの殺害が承認された。

### アジア
ソ連崩壊以来、カザフスタンのオオカミ狩りによる利益は減少しているが、40ドルの賞金のために毎年殺されている。
モンゴルのウランバートルでは、新しい資本主義のために娯楽として流行している。
2006年中国では、外国人が狩りをすることができることにした。オオカミを撃つために200ドルの契約がある。

## 狩り

### 毛皮

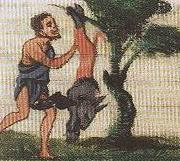
Parchment by Oppian of Apamea illustrating a wolf being skinned

オオカミは一般的に彼らの毛皮のために狩られている。オオカミの毛皮の色は赤褐色をしており、アラスカのオオカミは純粋な白である。
旧ソ連では、1976年から1988年の間に毎年約3万のオオカミの毛皮が生産されていた。
ワシントン条約の最近の統計では、毎年6000～7000頭の狼が国際的にカナダで取引されており、ロシア、モンゴル、中国が最大の輸出国でカナダとアメリカ、イギリスは最大の輸入国である。オオカミの毛皮は、依然として毛皮のコートやラグなどの面で評価されている。また、オオカミの毛皮の生産はアラスカ州とカナダの北極圏の地域にとって重要な収入源である。

### 肉
歴史的に、食糧不足の時にオオカミの肉を頼って消費したり、薬用利用ができるとして消費された。現在では、狼を狩猟して食肉とするのは稀でネイティブ・アメリカン、特にナスカピ族が食用として狩猟している。1913年、ヴィルジャルマー・ステファンソンの北極探検の時、ジョージ·H·ウィルキンスは鶏肉に似た味がすると言った。

## 方法

### 盲目
アルバータ州のオオカミ狩りの一般的な手法で加熱された箱を使用する。

### 呼び出し
モンゴルの伝統的なオオカミの狩猟法である。午前中の早い時間帯からオオカミの遠吠えを真似て、狩猟者はオオカミの遠吠えや動物が彼らに来るのを待つ。

### Fladry
ヨーロッパとロシアの伝統的なオオカミの狩猟方法。は3～5kmにわたって、一定間隔にそれに縫い付け生地の小さな見本を長いロープでオオカミを囲む。

## 罠

### ナイフを使った罠
ネイティブアメリカンは2種類のナイフを用いて、鋭い刃を脂肪などで包みこんで氷のブロック上に直立させた後、凍結させ仕掛ける。オオカミは、刃物とは知らずに舐めることで、自分自身を切断し失血死する。また、ナイフがオオカミの頭に来るようにも設置した。

### 窪地の罠
罠の上部を覆われた厚板を固定。この厚板の一方の端には鹿肉と石を置く。オオカミは鹿肉は食べるために厚板に乗る。乗った瞬間にオオカミを窪地に落下させる。

### スチールの罠
アメリカ西部で頻繁に使用される罠。

## 論争

### 群れ
狩猟反対派は、オオカミは群れと同所的な領域で重要な機能を果たしていることと不健康な動物を殺処分することで充分だと主張している。

### 病気の蔓延
狂犬病、ブルセラ、リステリア症、手足口病や炭疽など蔓延する虞があるため駆除する狩猟支持者。

## 有名な狼の狩猟者
- Antoine de Beauterne
- Jean Chastel
- MacQueen of Pall à Chrocain
- Mary, Queen of Scot
- Jack O'Connor
- Theodore Roosevelt
- Ernest Thompson Seton
- Ivan IV Vasilyevich

## ギャラリー

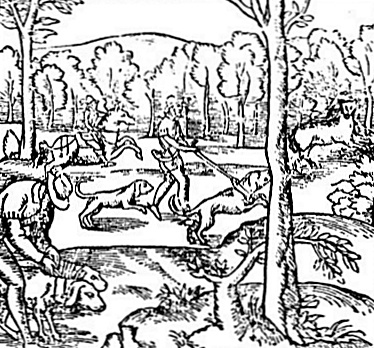
Wolf hunt with hounds, 15世紀の版画 (狼は右上)
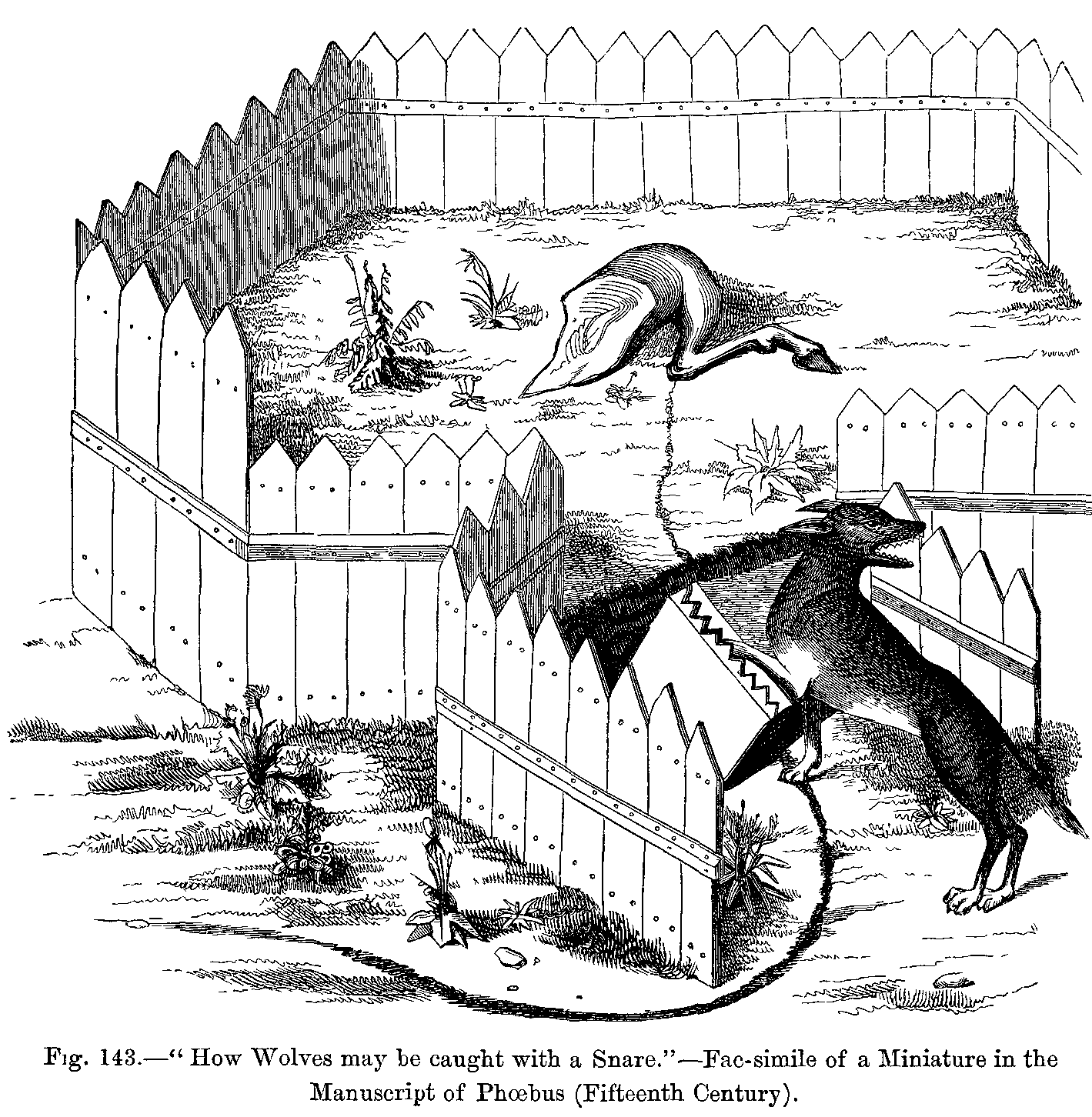
15世紀の罠の説明書
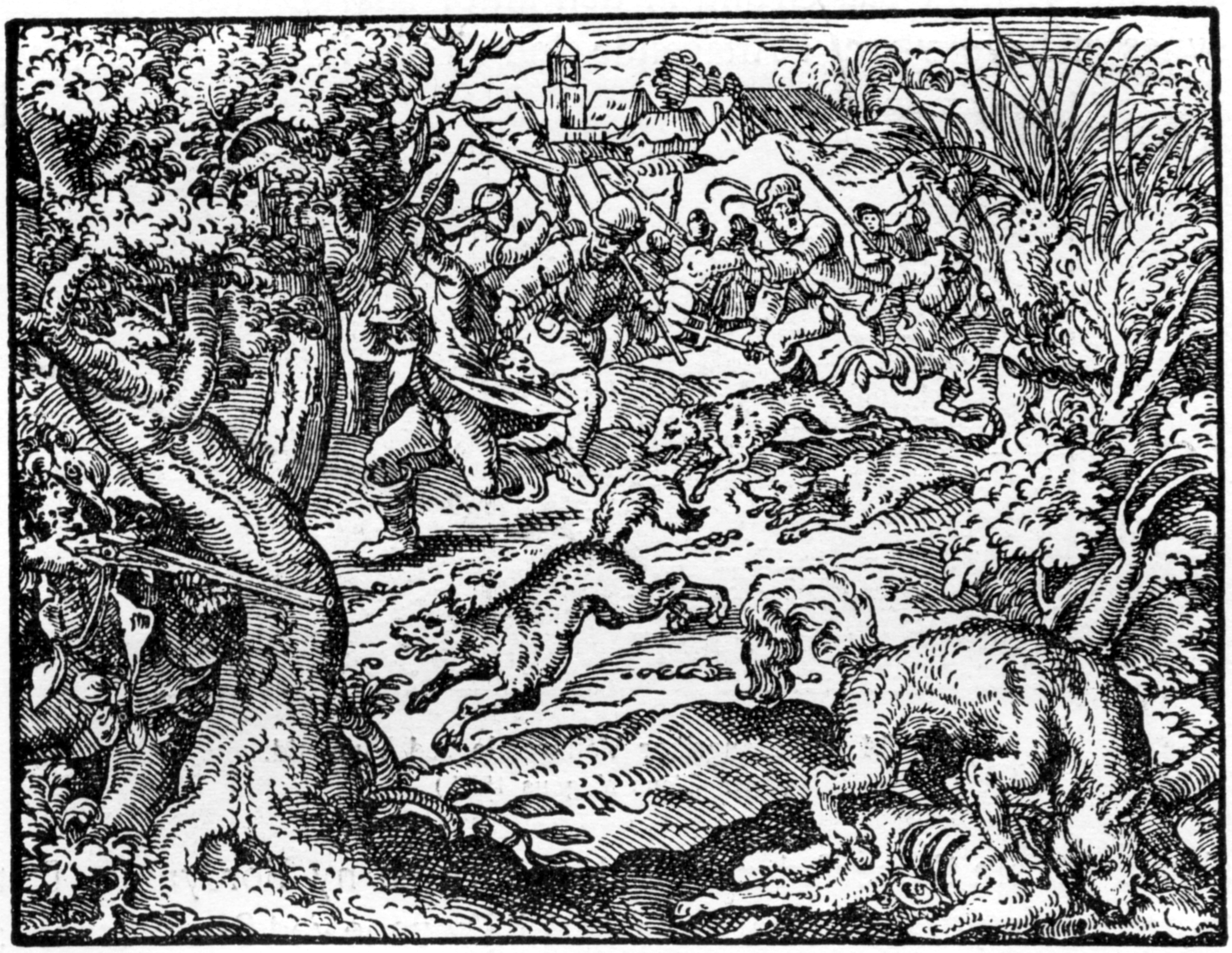
Drawing of a wolf hunt from Neuw Jag vnnd Weyderwerck Buch, Frankfurt am Main 1582
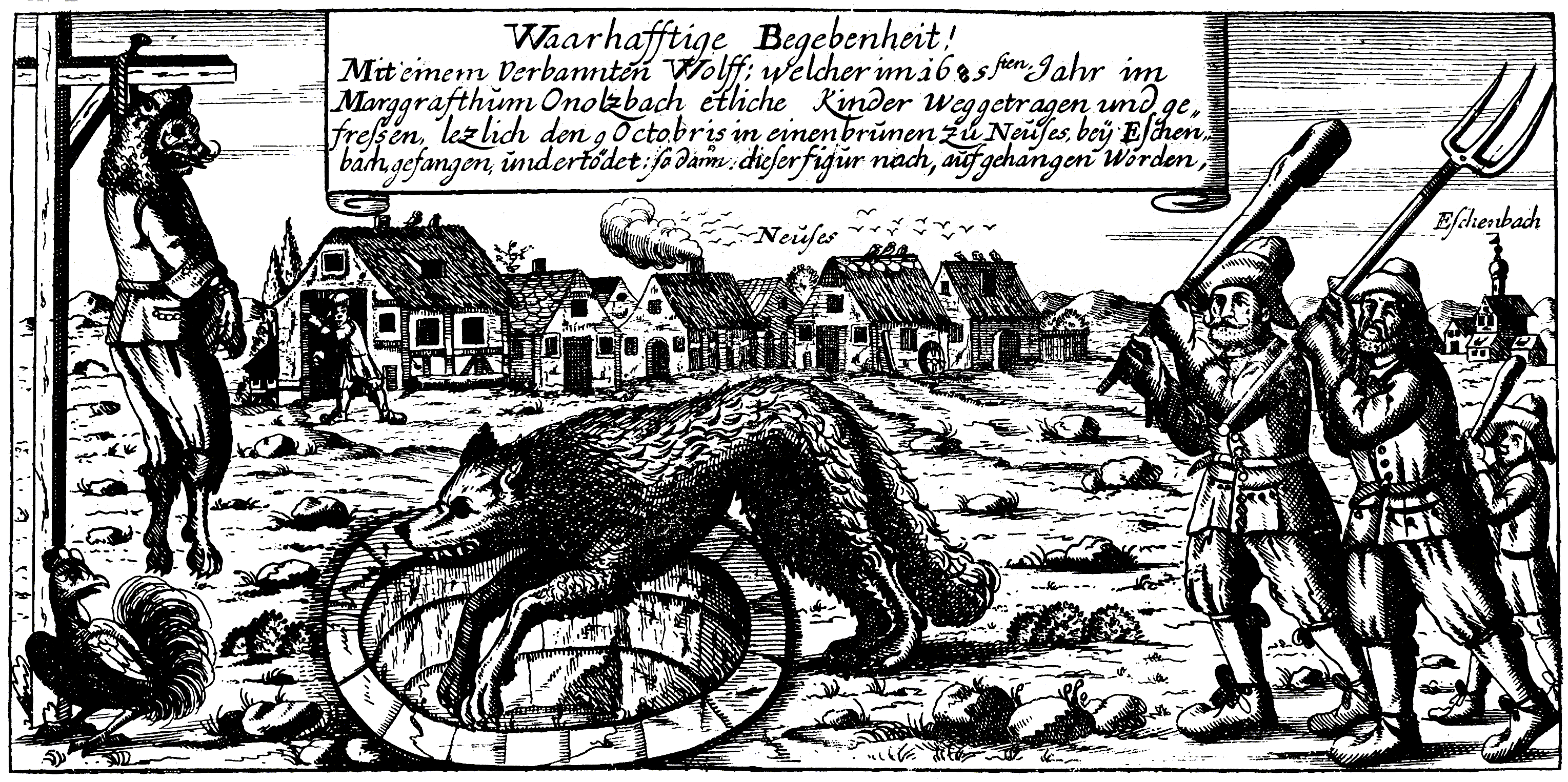
The Wolf of Ansbach, chased into a well and displayed on a gibbet
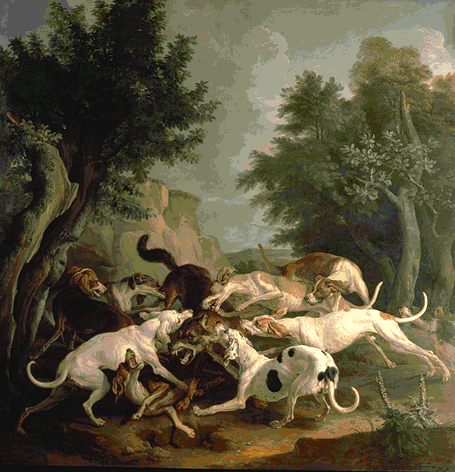
"The Wolf Hunt" (画) アレクサンドル＝フランソワ・デポルト